# Johan Gelper
Johan Gelper (1980, Kapellen) is een Belgische beeldend kunstenaar. Hij woont en werkt in Gent. Gelper maakt installaties, tekeningen, sculpturen en assemblages die balanceren tussen techniek en intuïtie, orde en toeval. Zijn werk vertrekt vaak vanuit de observatie van natuurlijke en technische systemen, waarbij alledaagse materialen worden getransformeerd tot poëtische constructies.

## Biografie
Gelper studeerde in 2004 met onderscheiding af in Schilderkunst aan de Sint-Lucas Hogeschool voor Wetenschap en Kunst in Gent. In 2006 behaalde hij met onderscheiding een postgraduaat in Mixed Media aan de Koninklijke Academie voor Schone Kunsten (KASK) in Gent.
Sindsdien ontwikkelde hij een veelzijdige praktijk met nationale en internationale tentoonstellingen, residenties en samenwerkingen.

## Werk en stijl
Johan Gelper staat als visueel kunstenaar bekend om zijn zogenaamde demonteerbare ruimtelijke tekeningen: sculpturale structuren die het midden houden tussen object, tekening en installatie. Hij werkt met gerecupereerde en herkenbare materialen, die hij herconfigureert tot dynamische assemblages. Zijn werk verkent de grenzen tussen organisch en mechanisch, het fragiele en het robuuste, het toevallige en het intentionele.
Zijn tekeningen en grafiek zijn een essentieel onderdeel van zijn denken en praktijk. Ze combineren botanische en technische elementen, en functioneren als autonome kunstwerken.

## Tentoonstellingen

### Solo- en duotentoonstellingen (selectie)
- 2024 – Écriture Botanique, Valerie Traan Gallery, Antwerpen (met Chris Meulemans)
- 2023 – Demountable Spatial Drawings, Lechbinska Gallery, Zürich
- 2022 – Geotropism, VMSP Gallery, Brussel
- 2020 – Constellations With Borrowed Forms, D’Apostrof, Meigem
- 2016 – Borrowed Forms, DMW Art Space, Antwerpen
- 2014 – Curiosity, Gent
- 2013 – Guy Rombouts & Johan Gelper, Galerie EL, Welle
- 2012 – Solo, Ricou Gallery, Brussel
- 2008 – Spatial Drawing Installation, Croxhapox, Gent
- 2005 – Spatial Drawing, Galerie EL, Welle

### Groepstentoonstellingen (selectie)
- 2025 – Keikoppen, Museumhuis Lucien De Gheus, Poperinge BE – curatoren: Siegrid Demyttenaere & Marie Mees
- 2025 – Vonk, Burgstraat 49, Gent BE – curatoren: Marie Mees, Katleen Venneman & Sophie De Somere
- 2024 – Belichtungsmesser 1, Biennale am Main, Kunstforum Mainturm, Flörsheim am Main DE (cat.)
- 2022 – Art Au Centre Liège, Luik BE
- 2022 – Duets, CC De Steiger & Stedelijk Museum, Menen BE – curatoren: Chiel Vandenberghe & Bart Vandevijvere
- 2020 – Mono – come up and see my prints!, Jakob Smits Museum, Mol BE – curator: Tom Liekens (cat.)
- 2020 – Desire for a Dream, Galerie Van Caelenbergh, Aalst BE (cat.)
- 2020 – Ladekastproject, PHŒBUS•Rotterdam, Rotterdam NL
- 2019 – Art au Jardin, Château d’Esquelbecq, Esquelbecq FR – curator: Aude de Bourbon Parme
- 2019 – Print Art Fair, Frans Masereel Centrum, Kasterlee BE
- 2019 – Ballroom Project, met Twelve Twelve Gallery, Pekfabriek, Antwerpen – curator: Yirka De Brucker
- 2018 – Op de grond, tussenin of aan de hemel, Kunstencentrum Ten Bogaerde, Koksijde BE – curator: Els Wuyts
- 2018 – LE SUD (50° 38' 28 N, 4° 40' 5 E), Twelve Twelve Gallery, Den Haag NL – curator: Gert Scheerlinck
- 2017 – Yügen#02 Art, Yugen Kombucha, Gent BE – curator: Jan Hoet Jr.
- 2015 – Landkunst op de Buisse Heide, Vincent van GoghHuis, Zundert NL
- 2015 – Attitudes to Form, Open M, M Museum Leuven BE (cat.)
- 2014 – Contemporary Art in Belgium, Maison de ventes Cornette de Saint Cyr, Brussel (cat.)
- 2013 – 4 aus Belgien, RASCHE RIPKEN BERLIN, Berlijn DE
- 2011 – Van stof tot asse, Triënnale voor Hedendaagse Kunst, Asse BE (cat.)
- 2010 – Between the Sacred and the Profane, CIAP, Hasselt BE – curator: Peter Pollers
- 2009 – Sculptural / Collection, nieuwe aanwinsten, S.M.A.K., Gent BE
- 2008 – Omgevingstekenen, Provinciale Prijs Oost-Vlaanderen, Caermersklooster, Gent – curator: Edith Doove (cat.)
- 2005 – Young Artists, Gentse Universitaire Plantentuin (Palmarium, S.M.A.K.), Gent – selectie door Philippe Van Cauteren (cat.)